# David Townsend
David G. H. Townsend (født 28. august 1955 i Birmingham, England) er en engelsk tidligere roer.
Townsend vandt en bronzemedalje for Storbritannien i firer uden styrmand ved OL 1980 i Moskva. De tre øvrige medlemmer af båden var John Beattie, Ian McNuff og Martin Cross. Den britiske båd kom ind på tredjepladsen i finalen, hvor Østtyskland vandt guld, mens Sovjetunionen tog sølvmedaljerne. Han deltog også i samme disciplin ved OL 1976 i Montreal, hvor briterne endte på 12. pladsen.
Townsend vandt desuden en VM-bronzemedalje i firer uden styrmand ved VM 1978 i New Zealand.

## OL-medaljer
- 1980:  Bronze i firer uden styrmand